# FIVB World Tour 2011 der Männer
Die FIVB World Tour 2011 der Männer bestand aus sechs Grand Slams und sieben  Open. Hinzu kam als bedeutendste Veranstaltung die Weltmeisterschaft in Rom vom 13. bis zum 19. Juni.

## Turniere
Die Serie begann am 19. April in Brasília. Weitere Open fanden statt in Shanghai, Prag, Québec, Åland, Den Haag und Agadir. Peking, Stavanger, Gstaad, Moskau, Stare Jabłonki und Klagenfurt richteten die Grand Slams aus. Ursprünglich sollte auch ein Turnier in Kristiansand stattfinden und die Serie in den Niederlanden am 28. August enden. Die Open in Norwegen wurden gestrichen. Stattdessen gab es ein zusätzliches Männerevent in Marokko vom 4. bis zum 9. Oktober.

### Brasilia Open (19. bis 24. April)
| Platz | Team                                  |
| ----- | ------------------------------------- |
| 1     | Todd Rogers / Phil Dalhausser         |
| 2     | Emanuel Rego / Alison Cerutti         |
| 3     | Wu Penggen / Xu Linyin                |
| 4     | Ricardo Santos / Márcio Araújo        |
| 5     | Julius Brink / Jonas Reckermann       |
| 5     | Matthew Fuerbringer / Nicholas Lucena |
| 7     | Benjamin Insfran / Bruno Schmidt      |
| 7     | Reinder Nummerdor / Richard Schuil    |

Auch in diesem Jahr startete die Tour in der Hauptstadt Brasiliens. In der deutschen Country Quota bezwangen Markus Böckermann und Mischa Urbatzka Alexander Walkenhorst und Thomas Kaczmarek, überstanden anschließend die ersten beiden Qualifikationsrunden, ehe sie gegen die Schweden Gunnarsson und Brinkborg ausscheiden mussten. Im Hauptfeld verloren Stefan Windscheif und Sebastian Dollinger gleich ihre ersten beiden Partien. Jonathan Erdmann und Kay Matysik siegten dagegen in der ersten Runde, wurden jedoch anschließend von den an Nummer fünf gesetzten Brasilianern Emanuel Rego und Alison Cerutti geschlagen. Nach ihrem Sieg über die US-Amerikaner Gibb und Rosenthal sowie der Niederlage gegen die Niederländer Reinder Nummerdor und Richard Schuil erreichten die beiden Deutschen den 13. Platz. Jonas Reckermann und Julius Brink blieben in ihren ersten beiden Spielen unbesiegt. In der dritten Runde verloren die amtierenden Weltmeister jedoch gegen die Chinesen Xu und Wu, anschließend besiegten sie Nummerdor und Schuil sowie Benjamin und Bruno, ehe sie an Emanuel/Alison scheiterten und den fünften Platz belegten. Die Südamerikaner besiegten danach Wu Penggen und Xu Linyin, während sich im anderen Halbfinale Phil Dalhausser und Todd Rogers gegen Ricardo und Márcio Araújo durchsetzten und auch das erste Finale der Saison gewannen. Hinter den Silbermedaillengewinnern Emanuel/Alison sicherten sich Wu und Xu die Bronzemedaille.

### Shanghai Open (2. bis 7. Mai)
| Platz | Team                                  |
| ----- | ------------------------------------- |
| 1     | Todd Rogers / Phil Dalhausser         |
| 2     | Jacob Gibb / Sean Rosenthal           |
| 3     | Julius Brink / Jonas Reckermann       |
| 4     | Pablo Herrera / Adrián Gavira         |
| 5     | Matthew Fuerbringer / Nicholas Lucena |
| 5     | Wu Penggen / Xu Linyin                |
| 7     | Jonathan Erdmann / Kay Matysik        |
| 7     | David Klemperer / Eric Koreng         |

In der deutschen Country Quota wurden Kaczmarek/Walkenhorst von Stefan Windscheif und Sebastian Dollinger bezwungen, die sich nach einem Freilos und zwei weiteren Erfolgen für das Feld der besten 32 Mannschaften qualifizieren konnten. Nach dem Sieg über P. Gao und CH. Chen aus dem Reich der Mitte und zwei Niederlagen belegten die Mitteleuropäer den 17. Platz im Gesamtklassement. Die drei für das Hauptfeld gesetzten deutschen Teams kämpften sich unter die TOP Acht vor. Dort verloren David Klemperer und Eric Koreng gegen die an Nummer fünf gesetzten Chinesen Wu und Xu. Erdmann und Matysik, die zuvor unter anderem die an Nummer zwei gelisteten Emanuel und Alison ausgeschaltet hatten, scheiterten im deutsch-deutschen Duell an Julius Brink und Jonas Reckermann. Die besiegten anschließend die US-Amerikaner Fuerbringer und Lucena, verloren dann jedoch zum zweiten Mal in diesem Turnier gegen deren Landsleute Gibb und Rosenthal. Im anderen Halbfinale besiegten Rogers und Dalhausser die Spanier Herrera und Gavira, die auch das Spiel um den dritten Platz gegen die deutschen Weltmeister verloren. Das Finale entschieden zum zweiten Mal in diesem Jahr die Olympiasieger für sich.

### Prag Open (17. bis 22. Mai)
| Platz | Team                                |
| ----- | ----------------------------------- |
| 1     | Emanuel Rego / Alison Cerutti       |
| 2     | Todd Rogers / Phil Dalhausser       |
| 3     | Sascha Heyer / Sébastien Chevallier |
| 4     | Pedro Cunha/Pedro Solberg           |
| 5     | Ricardo Santos / Márcio Araújo      |
| 5     | Mārtiņš Pļaviņš / Jānis Šmēdiņš     |
| 7     | Pablo Herrera / Adrián Gavira       |
| 7     | Přemysl Kubala / Petr Beneš         |

In der deutschen Country Quota bezwangen Böckermann / Urbatzka ihre Gegner Kaczmarek / Walkenhorst, während sich Dollinger / Windscheif gegen Bakumovski / Rohde durchsetzten. Beide deutschen Paare überstanden die Qualifikation. Während für Markus Böckermann und Mischa Urbatzka ebenso wie für die Österreicher Doppler/Mellitzer jedoch das Turnier nach zwei Niederlagen im Hauptwettbewerb beendet war, konnten Sebastian Dollinger und Stefan Windscheif zwei weitere Partien für sich entscheiden und belegten ebenso wie Jonathan Erdmann und Kay Matysik im Gesamtklassement den dreizehnten Platz. Im Halbfinale setzten sich die beiden Topteams durch. Die an Nummer zwei gelisteten Emanuel und Alison besiegten die an Position 29 gesetzten Schweizer Sascha Heyer und Sebastian Chevallier, die erst ihr zweites gemeinsames Turnier bei der Weltserie bestritten. Die wie die Brasilianer bis dahin ungeschlagenen Rogers und Dahlhauser bezwangen deren Landsleute Cunha und Pedro, die zuvor Marcio Araujo und Ricardo im innerbrasilianischen Duell geschlagen hatten. Die Schweizer erkämpften sich die Bronzemedaille, während Emanuel Rego und Alison Cerutti im Endspiel die amtierenden Olympiasieger besiegen konnten und damit die erste gemeinsame Goldmedaille bei der World Tour gewannen.

### Grand Slam in Peking (7. bis 12. Juni)
| Platz | Team                                     |
| ----- | ---------------------------------------- |
| 1     | Emanuel Rego / Alison Cerutti            |
| 2     | Julius Brink / Jonas Reckermann          |
| 3     | Patrick Heuscher / Jefferson Bellaguarda |
| 4     | Grzegorz Fijałek / Mariusz Prudel        |
| 5     | Reinder Nummerdor / Richard Schuil       |
| 5     | Todd Rogers / Phil Dalhausser            |
| 5     | Pablo Herrera / Adrián Gavira            |
| 5     | David Klemperer / Eric Koreng            |

Beim ersten Grand Slam der Saison in der chinesischen Hauptstadt war eine deutsche Country Quota nicht notwendig, da nur vier Teams aus der Bundesrepublik am Start waren. Dollinger/Windscheif scheiterten in der zweiten Qualifikationsrunde an den US-Amerikanern Patterson/Keenan. Die direkt für das Hauptfeld startberechtigten Erdmann/Matysik erreichten die erste Runde nach der Gruppenphase und wurden Siebzehnte. Im Achtelfinale verloren die Schweizer Heyer/Chevallier gegen David Klemperer/Eric Koreng, die sich ebenso wie Patrick Heuscher und Jefferson Bellaguarda aus der Alpenrepublik mit zwei Siegen und einer Niederlage als Erste ihres Pools direkt für die Runde der besten sechzehn Teams qualifiziert hatten. Während die Deutschen im Viertelfinale an Emanuel/Alison scheiterten, erkämpften sich die Eidgenossen durch Erfolge gegen Benjamin/Bruno aus Brasilien und gegen die Spanier Herrera/Gavira einen Platz im Halbfinale. Julius Brink und Jonas Reckermann beendeten die Gruppenphase ohne Satzverlust, besiegten anschließend Ricardo und Marcio Araujo mit 2:1 und profitierten danach von der Aufgabe wegen Verletzung der top-gesetzten US-amerikanischen Olympiasieger. Im Semifinale bezwangen das deutsche Team die polnische Paarung Prudel/Fijalek, die zuvor Nummerdor/Schuil aus den Niederlanden ausgeschaltet hatten. In der anderen Vorschlussrunde setzten sich die Prag Open Sieger aus Brasilien gegen die Schweizer durch, die sich im nächsten Spiel die Bronzemedaille sicher konnten. Emanuel Rego und Alison Cerutti erhielten nach dem Sieg über Julius Brink und Jonas Reckermann ihre zweite World Tour Goldmedaille in Folge.

### Weltmeisterschaft in Rom (13. bis 19. Juni)
siehe auch Hauptartikel Beachvolleyball-Weltmeisterschaft 2011
| Platz | Team                              |
| ----- | --------------------------------- |
| 1     | Emanuel Rego / Alison Cerutti     |
| 2     | Ricardo Santos / Márcio Araújo    |
| 3     | Julius Brink / Jonas Reckermann   |
| 4     | Mārtiņš Pļaviņš / Jānis Šmēdiņš   |
| 5     | Rhooney Ferramenta/Pedro Solberg  |
| 5     | Bo Søderberg / Anders Lund Hoyer  |
| 5     | Pablo Herrera / Adrián Gavira     |
| 5     | Grzegorz Fijałek / Mariusz Prudel |

Vorrunde im Pool System Klemperer/Koreng besiegten ihre Landsmänner Erdmann/Matysik, verloren jedoch gegen die Österreicher Doppler/Mellitzer und die Schweizer Heyer/Chevallier und schieden als Gruppenvierte aus. Die Eidgenossen besiegten das Duo aus der anderen Alpenrepublik mit 2:0 Sätzen. Beide mussten sich Erdmann/Matysik geschlagen geben, die als Poolgewinner so wie die ihnen unterlegenen Teams die Runde der besten 32 Mannschaften erreichten. Ebenfalls als Gruppenerste zogen Brink und Reckermann in die nächste Runde ein. Sie besiegten die Polen Kadziola/Szalankiewicz, die Russen Likholetov/Pastukhov sowie die Schweizer Heuscher/Bellaguarda, die mit zwei Erfolgen auch eine Runde weiterkamen. Dies gelang ebenso deren Landsleuten Gabathuler/Schnider und dem zweiten österreichischen Paar Müllner/Horst mit je zwei Siegen. Sebastian Dollinger und Stefan Windscheif verloren ihre erste Partie gegen Ferramenta/Pedro aus Brasilien, konnten die folgenden Begegnungen gegen die Russen Barsuk/Yutvalin und die Italiener Ingrosso/Ingrosso P. jedoch für sich entscheiden, sodass auch ihr Weiterkommen als Gruppenzweite gesichert war.
Hauptrunde In der ersten Hauptrunde ereilte alle Schweizer Teams das Aus. Sowohl Heyer/Chevallier verloren gegen Soderberg/Hoyer aus Dänemark als auch Heuscher/Bellaguarda gegen die Spanier Herrera/Gavira und Gabathuler/Schnider gegen Sebastian Dollinger und Stefan Windscheif. Die Deutschen scheiterten anschließend äußerst knapp mit 21:23 im dritten Satz an den späteren Finalisten Marcio Araujo und Ricardo. Auch Erdmann/Matysik gewannen ihr erstes Spiel nach der Gruppenphase gegen die Neuseeländer Lochhead-Pitman, unterlagen jedoch im Achtelfinale mit 17:19 im Entscheidungssatz den Halbfinalisten Plavins/Smedins aus Lettland. Gegen die US-Amerikaner Fuerbringer/Lucena konnten sich die Österreicher Müllner/Horst in der ersten Hauptrunde nicht durchsetzen, dies gelang Doppler/Mellitzer mit dem Sieg über Jennings/Wong, die ebenfalls für die Vereinigten Staaten antraten. Das Duo aus der Alpenrepublik schied anschließend gegen Soderberg/Hoyer aus dem Turnier aus. Das beste deutsche Team Brink/Reckermann besiegte zunächst die Esten Vesik/Jaani, danach die topgesetzten Olympiasieger Rogers/Dalhausser und setzte sich im Viertelfinale gegen die Polen Fijalek/Prudel durch. Im Halbfinale unterlagen die Deutschen jedoch den Brasilianern Alison und Emanuel, die auch das Finale gegen ihre Landsleute Marcio Araujo/Ricardo siegreich gestalten konnten. Die Bronzemedaille sicherten sich Julius Brink und Jonas Reckermann durch den Sieg im kleinen Finale gegen Plavins und Smedins.

### Grand Slam in Stavanger (28. Juni bis 3. Juli)
| Platz | Team                                     |
| ----- | ---------------------------------------- |
| 1     | Ricardo Santos / Márcio Araújo           |
| 2     | Grzegorz Fijałek / Mariusz Prudel        |
| 3     | Julius Brink / Jonas Reckermann          |
| 4     | Tarjei Skarlund / Martin Spinnangr       |
| 5     | Emanuel Rego / Alison Cerutti            |
| 5     | Patrick Heuscher / Jefferson Bellaguarda |
| 5     | Jacob Gibb / Sean Rosenthal              |
| 5     | Todd Rogers / Phil Dalhausser            |

Nach ihrem Sieg über Böckermann/Urbatzka in der Country Quota scheiterten Dollinger/Windscheif in der ersten Qualifikationsrunde. Ein Freilos in der deutschen Ausscheidung half Erdmann/Matysik nicht weiter, sie kamen ebenso wie die Österreicher Doppler/Melitzer nicht in das Hauptfeld. Dies gelang jedoch deren Landsleuten Müllner und Horst, die die anschließende Poolphase als Zweite überstanden, aber in der folgenden Runde ausschieden. Die Schweizer Heuscher/Bellaguarda erreichten mit nur einem Sieg in ihrer Gruppe die Runde der besten 24 Teams, besiegten anschließend Fuerbringer/Lucena aus den USA und die bis dahin ungeschlagenen Deutschen Klemperer und Koreng, ehe sie den Polen Fijalek/Prudel unterlagen und im Endklassement Fünfte wurden. Julius Brink und Jonas Reckermann wurden mit zwei Siegen und einer Niederlage Zweite in ihrem Pool, besiegten anschließend die Brasilianer Bruno und Benjamin sowie die Russen Semjonow und Koschkarjow. Das Viertelfinale gewannen die Deutschen gegen Rogers und Dalhausser, die nach der Niederlage bei den Weltmeisterschaften in Rom zum zweiten Mal in Folge gegen das Team aus der Bundesrepublik den Kürzeren zogen. Im Halbfinale besiegten Marcio Araujo und Ricardo die beiden Deutschen und entschieden auch das Endspiel gegen Fijalek/Prudel für sich. Brink und Reckermann sicherten sich die Bronzemedaille durch einen Sieg über Skarlund/Spinnangr aus Norwegen, die im Viertelfinale die Weltmeister Emanuel/Alison bezwungen hatten, in der Vorschlussrunde jedoch an den Polen gescheitert waren.

### Grand Slam in Gstaad(5. bis 10. Juli)
| Platz | Team                                     |
| ----- | ---------------------------------------- |
| 1     | Emanuel Rego / Alison Cerutti            |
| 2     | Todd Rogers / Phil Dalhausser            |
| 3     | Julius Brink / Jonas Reckermann          |
| 4     | Grzegorz Fijałek / Mariusz Prudel        |
| 5     | Ricardo Santos / Márcio Araújo           |
| 5     | Wu Penggen / Xu Linyin                   |
| 5     | Reinder Nummerdor / Richard Schuil       |
| 5     | Konstantin Semjonow/Jaroslaw Koschkarjow |

In der deutschen Vorausscheidung siegten Böckermann/Urbatzka gegen Windscheif/Dollinger, scheiterten jedoch in der ersten Qualifikationsrunde. Erdmann/Matysik als Zweite ihres Pools gewannen ihr Hauptrundenspiel gegen die Eidgenossen Heuscher/Bellaguarda, verloren anschließend ebenso ihr Achtelfinale wie Klemperer/Koreng, die sich als Gruppensieger direkt für diese Runde qualifiziert hatten. Auch die weiteren Schweizer Teams schieden frühzeitig aus, Heyer/Chevallier wurden in ihrem ersten Spiel nach der Gruppenphase bezwungen, M. Laciga/Weingart gewannen ihr erstes Hauptrundenspiel, konnten danach ihr Achtelfinale nicht siegreich gestalten. Österreichische Teams waren nicht am Start. Brink/Reckermann gewannen nach drei Poolsiegen auch die folgenden Paarungen gegen Ferramenta/Pedro aus Brasilien und die Niederländer Nummerdor/Schuil. Ihr Halbfinale verloren die Deutschen gegen Rogers/Dalhausser, im anderen Semifinale besiegten Emanuel und Alison die Polen Fijalek und Prudel, die im Viertelfinale die Sieger von Stavanger aus dem Wettbewerb geworfen hatten. Das Finale der amtierenden Olympiasieger gegen die aktuellen Weltmeister entschieden die Südamerikaner für sich, während sich Julius Brink und Jonas Reckermann die Bronzemedaille sicherten.

### Grand Slam in Moskau (12. bis 17. Juli)
| Platz | Team                                     |
| ----- | ---------------------------------------- |
| 1     | Emanuel Rego / Alison Cerutti            |
| 2     | Patrick Heuscher / Jefferson Bellaguarda |
| 3     | Todd Rogers / Phil Dalhausser            |
| 4     | Wu Penggen / Xu Linyin                   |
| 5     | Christopher McHugh / Joshua Slack        |
| 5     | Benjamin Insfran / Bruno Schmidt         |
| 5     | Harley Marques / Thiago Santos           |
| 5     | Grzegorz Fijałek / Mariusz Prudel        |

Nach ihrem Sieg über Böckermann/Urbatzka in der Country Quota überstanden Dollinger und Windscheif anschließend die Qualifikation, die Poolrunde und die erste Hauptrunde. Erdmann/Matysik bezwangen ebenso wie Klemperer/Koreng nach dem erfolgreichen Überstehen der Gruppenphase ihre Gegner in Runde eins. Julius Brink und Jonas Reckermann erreichten als Erste ihres Pools direkt die zweite Hauptrunde. Hier kam für alle deutschen Teams das Aus. Besser machten es die Schweizer Heuscher/Bellaguarda, die nach ihrem Sieg über Klemperer/Koreng auch die Brasilianer Thiago/Harley schlugen und im Halbfinale Rogers/Dalhausser bezwangen. In der anderen Vorschlussrunde besiegten die an Nummer eins gesetzten Emanuel/Alison die Chinesen Xu und Wu und gewannen anschließend auch das Match um die Goldmedaille gegen die Eidgenossen. Dritte wurden die US-Amerikaner.

### Québec Open (18. bis 24. Juli)
| Platz | Team                                       |
| ----- | ------------------------------------------ |
| 1     | Todd Rogers / Phil Dalhausser              |
| 2     | Matthew Fuerbringer / Nicholas Lucena      |
| 3     | Jacob Gibb / Sean Rosenthal                |
| 4     | Ricardo Santos / Álvaro Filho              |
| 5     | Aleksandrs Samoilovs / Ruslans Sorokins    |
| 5     | Stefan Gunnarsson / Hannes Brinkborg       |
| 7     | Harley Marques / Thiago Santos             |
| 7     | Renato Gomes / Jorge Terceiro („Geor/Gia“) |

In Kanada waren nur zwei deutsche sowie ein österreichisches und ein Schweizer Team am Start. Böckermann/Urbatzka verloren gleich ihre beiden ersten Spiele. Etwas besser schnitten die beiden Beachpaare aus den Alpenrepubliken ab. Nach den Niederlagen zu Anfang des Turniers gelangen sowohl den Österreichern Doppler/Melitzer als auch den Eidgenossen Gabathuler/Schnider Siege in der folgenden Runde, ehe in den dritten Begegnungen auch für sie das Aus kam. Erdmann/Matysik gewannen ihre ersten beiden Spiele, verloren jedoch danach zwei Mal und belegten im Gesamtklassement den geteilten neunten Platz. Ins Halbfinale gelangten drei US-amerikanische und ein brasilianisches Duo. Fuerbringer/Lucena bezwangen ihre Landsleute Gibb/Rosenthal, während Rogers/Dalhausser die Südamerikaner Santos/Álvaro Filho besiegten. Die amtierenden Olympiasieger gewannen anschließend das Finale, während sich ein Team aus den Vereinigten Staaten auch die Bronzemedaille erkämpfte.

### Mazuri Grand Slam in Stare Jabłonki (26. bis 31. Juli)
| Platz | Team                                     |
| ----- | ---------------------------------------- |
| 1     | Todd Rogers / Phil Dalhausser            |
| 2     | Grzegorz Fijałek / Mariusz Prudel        |
| 3     | Emanuel Rego / Alison Cerutti            |
| 4     | Jonathan Erdmann / Kay Matysik           |
| 5     | Ricardo Santos / Pedro Cunha             |
| 5     | Julius Brink / Jonas Reckermann          |
| 5     | Patrick Heuscher / Jefferson Bellaguarda |
| 5     | Jacob Gibb / Sean Rosenthal              |

Bereits zum vierten Mal bei den letzten fünf Veranstaltungen trafen Dollinger/Windscheif in der deutschen Vorausscheidung auf Böckermann/Urbatzka, die nach ihrem Sieg auch die Qualifikation erfolgreich überstanden und ebenso wie Klemperer/Koreng und Brink/Reckermann Erste ihres Pools wurden. Erdmann/Matysik erreichten als Gruppendritte nach ihrem anschließenden Sieg über Gabathuler/Schnider ebenfalls die zweite Hauptrunde. Die anderen drei Schweizer Duos kamen als Dritte ihres Pools (M. Laciga/Weingart und Heuscher/Bellaguarda) über den Umweg der ersten Runde oder als Erste (Heyer/Chevallier) direkt in die zweite Hauptrunde, die beiden österreichischen Teams schieden vorzeitig aus. Ins Viertelfinale gelangten Erdmann/Matysik nach ihrem Sieg über Böckermann/Urbatzka, Brink/Reckermann und Heuscher/Bellaguarda. Während die Schweizer am polnischen Topduo und Brink/Reckermann an den Olympiasiegern scheiterten, bezwangen Erdmann/Matysik deren Landsmänner Gibb/Rosenthal, verloren jedoch das Halbfinale gegen Fijalek/Prudel und das Spiel um die Bronzemedaille gegen die amtierenden Weltmeister, die zuvor ihren Vorgängern unterlegen waren. Rogers/Dalhausser besiegten im Endspiel auch das polnische Team und sicherten sich zum vierten Mal in dieser Saison die Goldmedaille.

### Grand Slam in Klagenfurt (2. bis 7. August)
| Platz | Team                                  |
| ----- | ------------------------------------- |
| 1     | Ricardo Santos / Pedro Cunha          |
| 2     | Julius Brink / Jonas Reckermann       |
| 3     | Todd Rogers / Phil Dalhausser         |
| 4     | Joao Maciel / Bruno Schmidt           |
| 5     | Přemysl Kubala / Petr Beneš           |
| 5     | Tarjei Skarlund / Martin Spinnangr    |
| 5     | Matthew Fuerbringer / Nicholas Lucena |
| 5     | Casey Jennings / Kevin Wong           |

In der deutschen Country Quota besiegten diesmal wieder Windscheif/Dollinger ihre Kontrahenten Böckermann/Urbatzka, scheiterten jedoch in der zweiten Qualifikationsrunde. Über die Poolphase hinaus kamen die Österreicher Müllner/Horst ebenso wenig wie die Schweizer M. Laciga/Weingart und Gabathuler/Schnider. In der ersten Runde danach unterlagen Klemperer/Koreng den Eidgenossen Heyer/Chevallier wie auch Erdmann/Matysik den Norwegern Skarlund-Spinnangr. Die Brasilianer Ricardo/Cunha besiegten Doppler/Mellitzer aus Österreich, während Brink/Reckermann deren Landsleute Huber/Seidl eliminierten. In der folgenden Runde kam das Aus für die beiden verbliebenen Schweizer Paare Heuscher/Bellaguarda gegen Brink/Reckermann und Heyer/Chevallier gegen Fuerbringer/Lucena aus den Vereinigten Staaten. Die Deutschen bezwangen anschließend die US-Amerikaner und im Halbfinale die Brasilianer Bruno/Maciel, ehe sie im Endspiel Cunha und Ricardo unterlagen, denen ihr erster gemeinsamer Sieg bei der Tour gelang. Die Bronzemedaille sicherten sich Rogers/Dalhausser, die im Semifinale gegen die Goldmedaillengewinner verloren hatten.

### Åland Open (16. bis 21. August)
| Platz | Team                              |
| ----- | --------------------------------- |
| 1     | Benjamin / Márcio Araújo          |
| 2     | Todd Rogers / Phil Dalhausser     |
| 3     | Emanuel Rego / Alison Cerutti     |
| 4     | Grzegorz Fijałek / Mariusz Prudel |
| 5     | Jonathan Erdmann / Kay Matysik    |
| 5     | David Klemperer / Eric Koreng     |
| 7     | Daniele Lupo / Paolo Nicolai      |
| 7     | Volkan Göğtepe / Selçuk Şekerci   |

Die österreichischen Paare Doppler/Mellitzer und Müllner/Horst verloren nach überstandener Qualifikation jeweils ihre ersten beiden Partien der Hauptveranstaltung und belegten den geteilten 25. Platz. Etwas besser machten es die Schweizer Teams M. Laciga/Weingart und Heyer/Chevallier sowie die Deutschen Dollinger/Windscheif, die nach je einem gewonnenen und zwei verlorenen Spielen Siebzehnte wurden. Nach einem Freilos und zwei Erfolgen in der Qualifikation reichten zwei weitere Siege neben zwei Niederlagen zum dreizehnten Platz im Gesamtklassement für das dritte Duo der Eidgenossen, Gabathuler/Schnider. Klemperer/Koreng erreichten die Runde der besten sechs Paare, verloren jedoch das entscheidende Spiel um den Einzug ins Halbfinale gegen Marcio Araujo/Benjamin ebenso wie Erdmann/Matysik ihr Match gegen Fijałek/Prudel. Die Polen unterlagen danach Rogers/Dalhausser, während die Brasilianer ihre Landsleute Emanuel/Alison besiegten und anschließend auch das Finale gegen die Olympiasieger gewannen, die wegen einer Verletzung von Todd Rogers das Spiel beenden mussten. Die amtierenden Weltmeister sicherten sich die Bronzemedaille.

### Den Haag Open (23. bis 28. August)
| Platz | Team                                     |
| ----- | ---------------------------------------- |
| 1     | Ricardo Santos / Pedro Cunha             |
| 2     | Reinder Nummerdor / Richard Schuil       |
| 3     | Konstantin Semjonow/Jaroslaw Koschkarjow |
| 4     | Přemysl Kubala / Petr Beneš              |
| 5     | Daniele Lupo / Paolo Nicolai             |
| 5     | Emiel Boersma / Daan Spijkers            |
| 7     | Grzegorz Fijałek / Mariusz Prudel        |
| 7     | Jacob Gibb / Sean Rosenthal              |

Wie schon im Vorjahr fehlten die deutschen Teams wegen der gleichzeitig stattfindenden nationalen Meisterschaften. Auch die beiden bisher stärksten Duos Emanuel/Alison und Rogers/Dalhausser waren in den Niederlanden nicht dabei. Von den drei in der Qualifikation gestarteten österreichischen Paaren Huber/Seidl, Müllner/Horst und Doppler/Mellitzer erreichten nur Letztere das Hauptfeld. Sie verloren jedoch ebenso wie die Schweizer Gabathuler/Schnider gleich ihre ersten beiden Spiele. M. Laciga/Weingart konnten eine Begegnung für sich entscheiden und wurden Siebzehnte. Im Halbfinale unterlagen Semjonow/Koschkarjow den Brasilianern Ricardo/Cunha, während Petr Benes/Kubala von den Niederländern Nummerdor/Schuil besiegt wurden. Die Russen sicherten sich anschließend die Bronzemedaille gegen die Tschechen. Das Endspiel gewannen die Südamerikaner gegen das Team aus dem Gastgeberland.

### Marokko Open (4. bis 9. Oktober)
| Platz | Team                                  |
| ----- | ------------------------------------- |
| 1     | Reinder Nummerdor / Richard Schuil    |
| 2     | Julius Brink / Jonas Reckermann       |
| 3     | Rhooney Ferramenta/Pedro Solberg      |
| 4     | Matthew Fuerbringer / Nicholas Lucena |
| 5     | Benjamin / Márcio Araújo              |
| 5     | Pablo Herrera / Adrián Gavira         |
| 7     | Jonathan Erdmann / Kay Matysik        |
| 7     | Casey Jennings / Kevin Wong           |

Bei der letzten Veranstaltung des Jahres fehlten die schon vorher feststehenden Gesamtsieger Emanuel/Alison ebenso wie die Zweiten Rogers/Dalhausser. Die Österreicher Huber und Seidl scheiterten in der dritten Qualifikationsrunde, während die Schweizer M. Laciga/Weingart ins Hauptfeld kamen. Dort belegten sie mit einem Sieg und zwei Niederlagen ebenso den 17. Platz wie ihre Landsleute Heyer/Chevallier, die im Duell der Eidgenossen Heuscher/Bellaguarda unterlagen. Die gewannen auch das nächste Spiel und wurden nach der Niederlage gegen Jennings/Wong Neunte. Die drei deutschen teilnehmenden Paare waren für den Hauptwettbewerb gesetzt. Dollinger/Windscheif gewannen ein Spiel, verloren jedoch gegen die späteren Sieger und die Gewinner der Bronzemedaille und belegten den geteilten 17. Rang. Erdmann/Matysik wurden mit vier Sieg und zwei Niederlagen Siebte. Julius Brink und Jonas Reckermann gewannen ihre ersten vier Spiele. Auch das anschließende Halbfinale gegen Fuerbringer/Lucena aus den Vereinigten Staaten gestalteten die beiden Deutschen erfolgreich. Im anderen Semifinale bezwangen Reinder Nummerdor und Richard Schuil die Brasilianer Ferramenta/Pedro, die sich anschließend den dritten Platz sichern konnten. Die Niederländer besiegten im rein europäischen Finale Brink/Reckermann und sicherten sich ihre erste Goldmedaille des Jahres 2011 und die siebte ihrer Karriere.

## Auszeichnungen des Jahres 2011
| FIVB Tour Champion    | Emanuel Rego / Alison Cerutti |
| Team of the year      | Emanuel Rego / Alison Cerutti |
| Most Outstanding      | Emanuel Rego                  |
| Sportsperson          | Emanuel Rego                  |
| Top Rookie            | Sébastien Chevallier          |
| Most Inspirational    | Emanuel Rego                  |
| Most Improved Player  | Mariusz Prudel                |
| Best Blocker          | Alison Cerutti                |
| Best Hitter           | Alison Cerutti                |
| Best Offensive Player | Alison Cerutti                |
| Best Server           | Eric Koreng                   |
| Best Setter           | Phil Dalhausser               |
| Best Defensive Player | Reinder Nummerdor             |